# Аргентометрия
Аргентометрия — титриметрический метод количественного анализа анионов, образующих малорастворимые соединения или устойчивые комплексы с катионами серебра. Методы аргентометрии, главным образом, применяют для определения галогенидов, например, хлорида:
{\displaystyle {\mathsf {Ag}}^{+}+{\mathsf {Cl}}^{-}={\mathsf {AgCl}}}

## Методы аргентометрии
Существует несколько различных методов аргентометрии, отличающиеся используемыми индикаторами (или их отсутствием) в процессе анализа:
- метод равного помутнения (без индикатора);
- метод Мора (индикатор — хромат калия);
- метод Фольгарда (индикатор — тиоцианатные комплексы железа (III));
- метод Фаянса (адсорбционные индикаторы).

Наиболее широко в промышленности используется метод Фольгарда, с помощью которого проводят анализ на содержание галогенидов, арсенатов, оксалатов и других анионов, образующих малорастворимые соединения с катионами серебра, в кислой среде. Метод Мора применяется менее часто, анализируя вещества только в нейтральной среде.

## Кривые титрования

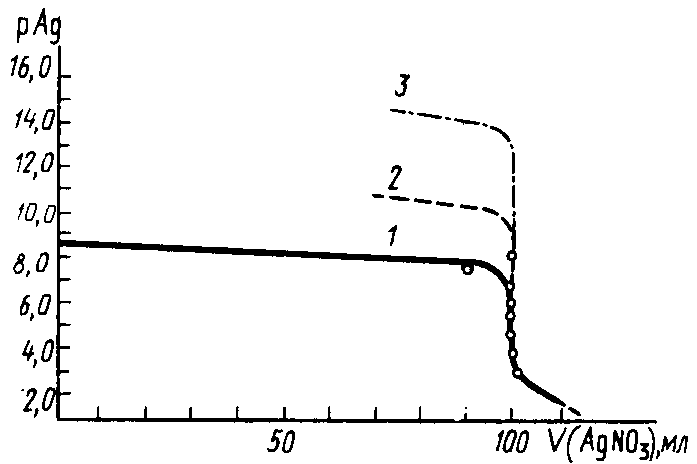
Кривые аргентометрического титрования: 1 — NaCl; 2 — NaBr; 3 —- NaI

Кривые титрования строятся в координатах р Ag — V, где р Ag — логарифм концентрации катионов серебра, взятый с обратным знаком, а V — это объем титранта. В качестве рабочего раствора, как правило, выступают нитрат серебра(I), тиоцианат калия и раствор хлорида натрия.